# Hospital del Tórax (Tarrasa)
El Hospital del Tórax es un antiguo hospital ubicado en el norte de la ciudad de Tarrasa (Barcelona), España. Albergó a pacientes con enfermedades respiratorias desde 1952 hasta 1997. En la actualidad, el recinto ha sufrido una reforma y se ha convertido en el Parque Audiovisual de Cataluña, un complejo de producción audiovisual.

## Historia
Cerca de la década de los 50, el Ministerio de Sanidad decidió abrir cerca de Barcelona un hospital que acogiera a la gran cantidad de enfermos con enfermedades respiratorias, tales como tuberculosis, fibrosis o cáncer de pulmón que había en Cataluña. El terreno escogido, a tres kilómetros de Tarrasa, llamado Llano del Buen Aire, tenía las condiciones ideales para el tratamiento de estos enfermos; sin nieblas, protegido de los vientos del noroeste, con clima templado en verano, a cuatrocientos metros de altura, con trescientos días soleados durante el año, suelo seco y saneado, rodeado de pinos, agua abundante y bien comunicado con la ciudad de Barcelona. También influyó el hecho de que Tarrasa era la ciudad con la tasa de tuberculosis más baja de Cataluña, por lo que el ayuntamiento adquirió las once hectáreas de la finca y las regaló al Patronato Nacional Antituberculoso. El 8 de junio de 1952 se inauguró; la inauguración del hospital estuvo presidida por Francisco Franco, acompañado del capitán general de Cataluña, el gobernador civil, el ministro de gobernación, el director general de sanidad y el jefe local de sanidad. Se convirtió en hospital común en 1970 y en 1997 fue cerrado.
Nueve años después de su apertura, en 1961, el sanatorio contaba con una gran actividad, tenía un millar de internados, debido en parte a que la tuberculosis provocaba una gran morbilidad y mortalidad, y el tratamiento aceptado, que curaba la enfermedad, duraba dieciocho meses.
A partir de 1969 el hospital comenzó a aceptar, además de enfermos de tuberculosis, a enfermos que sufrían otro tipo de patologías respiratorias y patologías cardíacas.
En 1972 el director general de sanidad recibía informes muy preocupantes sobre el funcionamiento del sanatorio, por lo que decidió realizar una reestructuración en el funcionamiento del mismo. A comienzos de 1973 la comunidad de monjas carmelitas abandonó el hospital; lo que provocó que la atención a los enfermos se deteriorara y el descontrol se intensificara.
En una visita rápida al sanatorio, el director general de sanidad destituyó al director y al administrador, y nombró un nuevo gerente y un nuevo administrador. Sin embargo, el nuevo administrador había ganado un gran prestigio en el hospital cardiovascular de Alicante, por lo que compatibilizó el cargo y solo acudía a Tarrasa dos veces por semana. El 10 de septiembre de 1973 el director general de sanidad convocó en su despacho de Madrid una reunión para tratar sobre la situación del Hospital de Enfermedades del Tórax de Tarrasa (Barcelona). Allí se convocaron a quince altos cargos de la dirección de sanidad y a dirigentes del sanatorio y del Dispensario Central Antituberculoso de Barcelona. El director general de sanidad, dijo que el sanatorio de Tarrasa, no reunía las condiciones óptimas para la atención de los enfermos. Creyó que había sido un error el cierre del sanatorio Flor de Mayo. Pidió un estudio rápido del futuro del sanatorio y del problema que podía plantear su cierre parcial o total. Se levantó y se fue diciendo que continuarían confinados, hasta que encontraran una solución que no comportara ninguna perturbación social o política. Se formaron dos bandos, aquellos que querían cerrar el sanatorio y repartir los enfermos en instituciones de provincias vecinas y los que creían posible otras soluciones. Entre los últimos, el jefe provincial de sanidad de Barcelona, que afirmaba que el gobernador civil de la provincia creía políticamente inaceptable clausurar el centro y el mismo secretario general del Patronato Nacional Antituberculoso proponía otras soluciones. Unos y otros iban repitiendo los mismos argumentos y no se llegaba a ningún acuerdo. El administrador que residía en Alicante, muy crítico con la organización, manifestó las carencias y despropósitos que se cometían en el sanatorio. Nadie respetaba los horarios. Desde la huida de las monjas no había enfermeras, y las auxiliares de clínica que se contrataron sin acreditación, debían asumir las funciones de enfermería. El economato se había convertido en una tienda donde se vendía todo tipo de alimentos, incluido vino y tabaco. También, con las sobras de comida, se mantenía una granja con sesenta o setenta cerdos, en teoría para mejorar la calidad de la alimentación de los internados.
El Dispensario Antituberculoso Luis Sayé, que dependía del mismo organismo que el sanatorio, enviaba a más de la mitad de los que allí ingresaban. Los otros ingresos los recibía la seguridad social, médicos privados y el ayuntamiento de Barcelona, que tenía un contrato suscrito con el PNA. Los internados por el ayuntamiento, eran, muchos de ellos personas desarraigadas, con problemas mentales y sociales, que no sufrían de tuberculosis y que una vez ingresados en el centro, contribuían a su desorganización, también entre aquellos que ingresaban los médicos libres, se encontraban los ancianos deteriorados, rechazados por la familia.
El director del dispensario de Barcelona, cerca de su jubilación, participó muy poco en el debate, que le parecía ajeno. El subdirector, que conocía que heredaría la dirección dentro de poco, expuso que el dispensario diagnosticaba y trataba el setenta por ciento de los enfermos de tuberculosis que existían en la provincia de Barcelona, y que el tratamiento de los casos comunes no necesitaba más que un corto tiempo de internamiento hasta la desaparición del bacilo de esputo. Había, sin embargo, una proporción de enfermos con alteraciones graves en su estado general, otros con tratamientos anteriores que habían causado resistencias bacterianas y necesitaban pautas terapéuticas más tóxicas y problemáticas, otros que tenían enfermedades asociadas que interferían en el curso o tratamiento, como la cirrosis hepática, la diabetes, la silicosis, nefropatías, los que tenían tuberculosis en otros órganos, como los riñones, las articulaciones, la laringe, el intestino, el peritoneo... y, finalmente, los que padecían de complicaciones, como derrames pleurales, empiemas, insuficiencia respiratoria, perforaciones pleuro-pulmonares o hemoptisis. Estos enfermos necesitaban ser internados en un hospital y en ese momento no había en Cataluña ningún centro en disposición de hacerlo.
Continúa diciendo, que él, como próximo director del dispensario, no se podía responsabilizar del control de la tuberculosis en Cataluña y propuso la adaptación del sanatorio a los nuevos conocimientos, pidiendo los medios económicos y la colaboración técnica para llevarlo a cabo. Al finalizar, el director general de sanidad presentó las siguientes proposiciones: Reducir el número de camas en trescientas, contratar siete enfermeras tituladas, crear una unidad central con treinta camas donde fueran a parar todos los ingresos, suprimir el equipo de cirugía, exigir que se cumpliera el horario, dejar dos fines clínicos, uno como director colegiado con el gerente y el jefe provincial de sanidad, y el otro, de organizador de servicios médicos e ingresos de los enfermos, solo desde el dispensario.
Pasados unos días, el jefe provincial de sanidad citó al subdirector del dispensario en su despacho, el cual le encomendó que se encargara de la dirección del sanatorio. El 10 de marzo de 1974 se hizo la presentación oficial del nuevo director delante de todo el personal del hospital, que llegó a bordo de un modesto coche oficial, le esperaban en las escalinatas de la entrada las setenta auxiliares de clínica de la plantilla. Muchas de ellas cumplían un trabajo de enfermería que no les correspondía y que no podían hacer legalmente. Rodearon al director y le exigieron una modificación de esa situación. Contestó que no se podía resolver esa irregularidad ahora y que también los enfermos estaban desatendidos y no se podía esperar. Ese mismo día se produjeron veintitrés despidos en el hospital. Después de estos hechos, los médicos entendieron que esta situación no se podía sostener. Dos jefes médicos y diez adjuntos y asistentes renunciaron al contrato médico con el hospital.
Se contrataron dos jefes clínicos cualificados, uno de ellos procedentes de la Universidad de San Francisco y que dos años después fue elegido para ocupar la dirección de la Unión Mundial contra la Tuberculosis. Tres especialistas en neumología pasaron al sanatorio y se contrataron médicos asistentes hasta completar la plantilla. La búsqueda de personal de enfermería fue mucho más difícil, el tipo de enfermo, la situación alejada de la ciudad y el salario inferior al de los hospitales públicos, hicieron que la necesidad urgente de estas personas obligara a aceptar a todos los candidatos que lo solicitaban, muchas veces poco profesionales, rechazados de otros centros por escasa o nula preparación o por la poca dedicación a la tarea, por lo que la atención de enfermería a los enfermos seguía siendo deficitaria. Se imponía una solución, la falta de A.T.S. no se resolvería hasta que se consiguiera una escuela universitaria de enfermería en el Hospital del Tórax. La Dirección de Sanidad siempre rechazó esta posibilidad.
El tiempo de estancia en el sanatorio comenzó un descenso progresivo, que pasó a ser de tres meses. Se hizo evidente la eficacia de los tratamientos de seis meses, desde ese momento se aplicaron cada vez más las pautas de seis meses. Como era obligado por su condición de sanatorio, que acogía a más de la mitad de los enfermos de tuberculosis de Cataluña, el hospital se convirtió en líder en nuevos tratamientos cortos y en un propagador de su eficacia.
Hacia el año 1982, el número de ingresos anuales se mantenía en torno a los ochocientos y la estancia en el sanatorio había pasado a ser de dos meses de media. El 85% de los dados de alta continuaban el tratamiento, controlados en las consultas externas del hospital. El 22,9% de los internados habían hecho tratamientos anteriores incorrectos y por eso, el tiempo de permanencia en el centro era de seis meses. El número de curados que completaban el tratamiento era del 98%. El número de diabéticos aumentó, pasando del 3,01% al 7,69%. El 56,8% de todos los ingresados tenían tuberculosis muy avanzadas. Las defunciones fueron del 4,48%, con una media de edad de 55 años. Todos los que murieron eran personas abandonadas, asociales, alcohólicas, con tuberculosis agudas tóxicas o tuberculosis crónicas fibrosas e insuficiencia respiratoria y enfermedades asociadas. Los internados por enfermedades no tuberculosas fueron en aumento, y fueron doscientos once.
Desde 1982 hasta 1985 los ingresos por tuberculosis fueron unos seiscientos anuales. La proporción de curados, controlados con tratamientos anteriores y defunciones, fue similar. En 1986, año del cierre del sanatorio para la hospitalización de enfermos, el centro acogió con tuberculosis cuatrocientos veinte y cuatro enfermos. Nueve de ellos murieron poco después de ser ingresados, lo que nos muestra todavía la existencia de sujetos abandonados, con la enfermedad muy avanzada, que ingresaban en estado terminal, importantes desde el punto de vista epidemiológico por ser una fuente de contagio no controlada.
Durante todos esos años, el sanatorio dio una excelente asistencia médica y una atención humanizada a los internados. La organización y el orden interior, sin embargo, seguían sufriendo una gran cantidad de carencias.
El ayuntamiento de Barcelona había firmado un convenio con el P.N.A. para ingresar a los tuberculosos dependientes de la beneficencia municipal, pero acabaron ingresando indigentes y también a norteafricanos con tuberculosis activa, sin ningún papel, que aleccionados por algún paisano, llegaban ilegalmente a la plaza de Cataluña y desde allí la guardia urbana los llevaba al sanatorio.
Durante la segunda mitad de la década de 1980, la dirección y el personal estaban de acuerdo en que los enfermos de tuberculosis no necesitaban un hospital propio y buscaban nuevas funciones para el centro y empleos para profesionales con buena formación neumológica. En 1984, los municipios de Sabadell y Tarrasa propusieron hacer un gran hospital mancomunado. En una reunión entre los dos ayuntamientos, las cámaras de comercio, sindicatos, representantes del colegio de médicos, la mutua de Tarrasa y la dirección del sanatorio, decidieron construir un nuevo hospital, en lugar de acondicionar el Hospital del Tórax. Esto produjo el cierre de este último. En 1986 un sanatorio no era necesario, los tuberculosos ya no eran un peligro para la sociedad, la mayor parte de los enfermos no necesitaban ser hospitalizados, y ninguno de ellos por un tiempo largo, ya que los hospitales generales y ambulatorios los atendían y curaban.
El funcionamiento del hospital continúa con estancias cada vez más cortas y con un aumento constante de las consultas externas. Finalmente, en otoño de 1986 se recibió una nota de la gerencia diciendo que el sanatorio quedaba cerrado para la admisión de enfermos. El 31 de diciembre de 1986 se dio de alta al último internado.
Cinco médicos, una enfermera, una administrativa y tres auxiliares, decidieron continuar por su cuenta en las consultas externas. La unidad residió en el edificio del sanatorio durante diez años, hasta su cierre definitivo en 1997. Desde entonces continúa su actividad en unos bajos de la Mutua General de Tarrasa.
Una vez el hospital dejó de funcionar quedó abandonado. Su gran extensión y lúgubre apariencia propició visitas de curiosos. A medida que las visitas fueron aumentando surgieron leyendas sobre sucesos paranormales que se produjeron dentro del hospital, que le otorgaron fama de lugar encantado con gran actividad paranormal.
En el año 2004, la Generalidad de Cataluña y el Ayuntamiento de Tarrasa acordaron transformar el recinto en un complejo audiovisual. En 2010, la residencia para discapacitados psíquicos y centro de día La Pineda, que se encontraba en un ala del hospital, tuvo que ser trasladada al centro de la ciudad.

## Recinto
El edificio era negro, sólido y macizo, tenía grandes espacios interiores y exteriores, y todavía es hoy un inmueble monobloque, de cuarenta metros de altura, en forma de avión, con un cuerpo central y dos alas de ocho plantas cada una y que mide 227 metros de envergadura, con un perímetro de 992 metros y una superficie cubierta de sesenta y seis mil metros cuadrados, más un patio interior cerrado con galerías que da acceso a una iglesia con capacidad para mil personas. La primera planta del ala derecha estaba destinada a niños y la primera planta del ala izquierda a madres lactantes. La novena planta que estaba destinada a la comunidad de monjas carmelitas, tenía capilla propia, cocina, calefacción y servicios independientes a los del hospital. Las otras catorce plantas, divididas por el cuerpo central en dos unidades de siete, contaban en cada una con setenta camas, con habitaciones para seis, dos y un enfermo, con lavabo individual, dentro del dormitorio cada habitación tenía una salida a la terraza, donde los enfermos cumplían el reposo al aire libre. Cada planta disponía de comedor, sala de juegos, sala de curas y enfermería, baños y duchas.
En el cuerpo central del edificio estaban situados los servicios administrativos, la dirección, la sala de juntas, los archivos, la central telefónica, la oficina de correos, el salón de actos, la barbería, la biblioteca, la asistencia social, la emisora de radio que conectaba con todas las plantas, el economato y la imprenta y en el sótano el depósito de cadáveres y la sala de autopsias. También disponía de cámaras para médicos, becarios, enfermeras, personal auxiliar y laboral que residía en el centro, además de residencia para el administrador y para el oficial administrativo. En la parte central de la cuarta planta, se encontraba la unidad quirúrgica, con dos quirófanos y un tercero para pequeñas intervenciones, sala de recuperación, catorce cámaras para postoperados y sala de descanso para el equipo quirúrgico. En la quinta el servicio de radiología, con un laboratorio que poseía una sección de bacteriología, farmacia, servicio de otorrinolaringología y broncoscopia, departamento de exploración funcional y despachos médicos con aparatos de radioscopia.
El sótano disponía de doce grandes lavaderos de piedra, donde se lavaba la ropa a mano, planchador y ropero. También disponía de talleres para carpinteros, herreros, albañiles y electricistas. Una gran sala de cine con quinientas butacas proyectaba películas teatrales los sábados y domingos. Las cocinas, bajo una de las alas, repartían comida a todas las unidades. El jefe del estado, visto el tamaño y la localización del edificio recomendó la concesión de coche oficial y conductor al director del centro, privilegio que se mantuvo hasta el segundo gobierno de la Generalidad.

## La negra estadística
El Hospital del Tórax fue durante muchos años el hospital con el índice de suicidios más elevado de todo el país. Se dice que los enfermos se arrojaban desde la novena planta al jardín, apodado la Jungla. La estancia media de un paciente era de un año. La lenta y dolorosa muerte de los enfermos provocaba una psicosis general que en muchos casos acababa en suicidio.